# Orodes II de Pàrtia
Orodes II fou rei de Pàrtia proclamat vers el 54 aC i reconegut vers el 52 aC, i fins al 37 aC.
El 53 aC els armenis van ajudar a Marc Licini Cras Dives I (Crassus) contra els parts. Cras va entrar a Pàrtia des del territori del dinasta àrab Agbar II d'Osroene. En revenja per la invasió romana els parts van envair Armènia i en van saquejar molts districtes, impedint a la infanteria armènia reunir-se amb Crassus, el que fou interpretat per aquest com una defecció. L'exèrcit de Cras fou desfet a Carres (Carrhas o Harran) el 28 de maig del 53 aC i el seu cap va morir l'1 de juny, fets que van establir l'Eufrates com a frontera entre Roma i Pàrtia.
Després del fracàs romà el rei part Mitridates III fou assetjat a Babel, que fou ocupada finalment, i fou executat pel seu germà i rival Orodes II el 52 aC.
Després d'això el rei d'Armènia Artavasdes es va assegurar la benevolència dels parts amb el compromís de la seva filla amb el príncep hereu part Pacoros. El 42 aC Artavasdes va haver d'enviar contingents al rei dels parts en els seus atacs a la província de Síria que van durar fins al 40 aC. En aquest any els parts, amb l'ajut del rebel romà Quintus Labienus, van guanyar els combats d'Apamea i Antioquia de l'Orontes. Els governs locals de Síria i de Fenícia (menys Tir) es van passar a Labienus, que va arribar fins a Cilícia. A Judea el candidat part, Antígon, va obtenir el tron enderrocant a Hircanos II. Però l'any 39 aC el general part Labienus fou derrotat i mort (39 aC) als passos del Amanos a Cilícia pel general romà Ventidius i els parts van haver d'evacuar els territoris ocupats l'any anterior. A Armènia el rei Artavasdes III va tornar a la seva anterior fidelitat a Roma.
El 38 aC el candidat romà al regne de Judea, Herodes el gran, es va imposar a Antígon amb l'ajut de les tropes romanes sota comandament de Silus. A Síria els parts van patir una derrota decisiva a la batalla del Mont Gindaros (9 de juny del 38 aC) en la qual a més va morir l'hereu part Pacoros que havia estat associat al poder pel seu pare. Després d'aquestes derrotes Orodes II va abdicar el 37 aC en favor del seu fill Fraates IV.
| Precedit per: Mitridates III | Imperi Part | Succeït per: Fraates IV |